# برايان رايلي
برايان رايلي (بالإنجليزية: Brian Riley)‏ (14 سبتمبر 1937 ببولتن في المملكة المتحدة - 19 أكتوبر 2017) هو لاعب كرة قدم بريطاني في مركز نصف الجناح. لعب مع بولتون واندررز وBuxton F.C. ‏.

## وصلات خارجية
- برايان رايلي على موقع قاعدة بيانات كرة القدم.إي يو (الإنجليزية)